# جی راکفلر
جی راکفلر (به انگلیسی: Jay Rockefeller) (زادهٔ ۱۸ ژوئن ۱۹۳۷) سناتور ایالت ویرجینیای غربی در سنای ایالات متحده آمریکا است که برای نخستین‌بار در ۱۵ ژانویه ۱۹۸۵ به‌عضویت این مجلس درآمد. وی در زمرهٔ سناتورهای گروه دوم است که به‌مدت ۴ سال در سنا حضور دارند و تا تاریخ ۳ ژانویه ۲۰۱۵ در این مجلس خواهد بود.
راکفلر که نتیجهٔ جان دیویس راکفلر ابرسرمایه دار صنعت نفت است، آخرین عضو این خانواده است که در کنگره مشغول به کار بوده است. راکفلر از شرکت در انتخابات سنا در سال ۲۰۱۴ سرباز زد و پس از این دوره بازنشسته شد.